# فابيو أوغوستو خوستينو
فابيو أوغوستو خوستينو (16 يونيو 1974 في البرازيل – )؛ هو لاعب كرة قدم سابق كان يلعب كمهاجم.

## وصلات خارجية
- فابيو أوغوستو خوستينو على موقع رابطة كرة القدم اليابانية للمحترفين (اليابانية)
- فابيو أوغوستو خوستينو على موقع عالم كرة القدم.نت (الإنجليزية)